# Daiana Santos
Daiana Silva dos Santos conocida también como  Daiana Santos (Júlio de Castilhos, 29 de enero de 1982) es una política brasileña miembro del Partido Comunista de Brasil (PCdoB). Después de formar parte del consejo de Porto Alegre, a finales de 2022 fue elegida diputada de la Cámara de Diputados federal para el período 2023-2027.

## Trayectoria
Santos nació en la ciudad de Júlio de Castilhos, en el estado de Rio Grande do Sul, en el sur de Brasil, el 29 de enero de 1982. Se mudó a la capital del estado, Porto Alegre, a los 13 años, junto con su madre, Odete, que era empleada doméstica. Entre 2014 y 2018 Santos estudió la licenciatura en salud pública en la Universidad Federal de Rio Grande do Sul (UFRGS), donde posteriormente ejerció como docente en salud social.

## Carrera política
En 2020 Santos fue elegida concejal municipal de la ciudad de Porto Alegre para el período 2021-2024, obteniendo 3.715 votos. Se convirtió en la primera concejal abiertamente lesbiana elegida en la ciudad. En el consejo creó el Fondo de Mujeres de Porto Alegre y se convirtió en su coordinadora. Este fondo es un proyecto social que apoya a mujeres vulnerables que son cabeza de familia. También desarrolló proyectos para combatir el acoso y la violencia sexual, apoyar el emprendimiento de la población afrobrasileña y apoyar el reconocimiento de la población LGBT+. Además fue  miembro y presidenta del Comité de Educación, Cultura, Deporte y Juventud del consejo.
Aprovechando la visibilidad que obtuvo al estar en el consejo de Porto Alegre, Santos se presentó a las elecciones federales de 2022, también por el PCdoB, para un escaño en la Cámara de Diputados federal. Fue elegida para el mandato 2023-2027, con 88.107 votos. En la cámara forma parte del Comité de Ciencia, Tecnología e Innovación y del Comité de Derechos Humanos, Minorías e Igualdad Racial.
Durante su etapa como política, Santos ha sufrido diversas amenazas, en gran parte por ser lesbiana. En particular, ha recibido mensajes de odio amenazándola con violación correctiva. Otras mujeres políticas lesbianas en Brasil recibieron amenazas similares, sugiriendo un ataque coordinado contra lesbianas que representan a partidos de izquierda. El 29 de agosto de 2023, Santos encabezó la primera Jornada de Visibilidad Lésbica en la Cámara de Diputados.